# 超级铁板阵 加索布之谜
《超级铁板阵 加索布之谜》是一款由东星软件制作、南梦宫发行的射击游戏。游戏于1986年在日本地区FC游戏机发行。游戏还在任天堂對戰系統发行。
玩家在每一关需要解谜才能过关。每一关的难度加大。除非玩家彻底解决了谜底并且符合一定的标准，否则每关将会一遍又一遍重复。